# بيت لحم للصلب
شركة بيت لحم للصلب (Bethlehem Steel Corporation) كانت شركة أمريكية لصناعة الصلب، وكان مقرها الرئيسي في مدينة بيت لحم بولاية بنسلفانيا. وحتى إغلاقها عام 2003، كانت واحدة من أكبر شركات إنتاج الصلب وبناء السفن في العالم. وفي أوج نجاحها وإنتاجها، كانت تُعتبر رمزًا للريادة الصناعية الأمريكية على مستوى العالم. ويعد تراجعها وإفلاسها وتصفيتها في أواخر القرن العشرين، مثالًا على تراجع القيادة الصناعية للولايات المتحدة خلال تلك الفترة.
منذ تأسيسها في عام 1857 وحتى حلّها عام 2003، كان مقر شركة بيت لحم للصلب في مدينة بيت لحم الواقعة في منطقة وادي لِهاي شرق ولاية بنسلفانيا. وكانت منشآتها الأساسية لصناعة الصلب تقع في بيت لحم، ثم توسعت لتشمل مختبرًا بحثيًا رئيسيًا هناك، بالإضافة إلى عدة مصانع في سبارو بوينت بولاية ماريلاند، وجونستاون في بنسلفانيا، ولاكاوانا في نيويورك، وبيرنز هاربور في إنديانا.
وقد استُخدم صلب الشركة في بناء العديد من أشهر وأضخم المباني في الولايات المتحدة. ومن بين تلك المباني: 28 شارع ليبرتي، مبنى إمباير ستيت، ماديسون سكوير جاردن، مركز روكفلر، وفندق والدورف أستوريا في مدينة نيويورك، وكذلك مبنى ميرتشندايز مارت في شيكاغو. أما من الجسور الكبرى، فقد استُخدم صلب بيت لحم في بناء جسر جورج واشنطن، وجسر فيرازانو-ناروز في نيويورك، وجسر غولدن غيت في سان فرانسيسكو، وجسر السلام بين مدينة بافالو الأمريكية ومدينة فورت إيري الكندية في أونتاريو.
ولعبت شركة بيت لحم للصلب دورًا حاسمًا في تصنيع السفن الحربية الأمريكية والأسلحة العسكرية الأخرى المستخدمة في الحرب العالمية الأولى، ولاحقًا من قبل قوات الحلفاء لتحقيق النصر في الحرب العالمية الثانية. فقد تم تصنيع أكثر من 1100 سفينة حربية بواسطة بيت لحم للصلب لاستخدامها في هزيمة ألمانيا النازية ودول المحور خلال الحرب العالمية الثانية. ويشير المؤرخون إلى قدرة الشركة السريعة على تصنيع السفن الحربية والمعدات العسكرية كعامل حاسم في تحقيق الانتصار الأمريكي في الحربين العالميتين. 
تعود جذور الشركة إلى شركة لصناعة الحديد أُنشئت في بيت لحم عام 1857، وأُطلق عليها لاحقًا اسم شركة بيت لحم للحديد. وفي عام 1899، أسس مالكو الشركة الأصلية شركة بيت لحم للصلب، وبعد خمس سنوات، أُنشئت شركة بيت لحم للصلب لتكون الشركة الأم للمجموعة الصناعية.
رغم أن الشركة نجت من الموجات الأولى لانحدار صناعة الصلب الأمريكية التي بدأت في سبعينيات القرن العشرين، إلا أنها في عام 1982 علّقت معظم عملياتها في صناعة الصلب بعد أن تكبّدت خسائر بلغت 1.5 مليار دولار، نتيجة ازدياد المنافسة الأجنبية وارتفاع تكاليف العمالة والمعاشات، بالإضافة إلى عوامل أخرى. وقد أعلنت الشركة إفلاسها في عام 2001، وتم حلّها نهائيًا في عام 2003 بعد بيع أصولها المتبقية إلى مجموعة الصلب العالمية